# Coupe de Belgique masculine de handball 2006-2007
Navigation
Coupe de Belgique 2005-2006 Coupe de Belgique 2007-2008
La Coupe de Belgique masculine de handball 2006-2007 est la 43e édition de cette compétition organisée par l'Union royale belge de handball (URBH)
La finale s'est jouée à Liège le 31 mars 2007. Elle opposa le KV Sasja HC Hoboken, affilié à la VHV au ROC Flémalle, affilié à la LFH. C'est une finale pratiquement à domicile pour le ROC Flémalle qui retrouve 45 ans après la finale de cette compétition. Trois fois vainqueurs de la compétition, les liégeois affrontent le KV Sasja HC Hoboken qui quant à lui retrouve la finale de la Coupe 12 ans après sa dernière participation. 
Ce fut le KV Sasja HC Hoboken qui remporta la finale sur un score de 32 à 22. Le club anversois remporte la compétition pour la sixième fois de son histoire mettant fin à 25 années de disette. 

## Phase finale

### Huitièmes de finale
| Club                   | Résultat | Club               | Lieu                |
| ---------------------- | -------- | ------------------ | ------------------- |
| Apolloon Kortrijk      | 31-26    | Union beynoise     | Courtrai            |
| H.Villers 59           | 31-42    | KTSV Eupen 1889    | Villers-le-Bouillet |
| HC Herstal/Ans         | 22-35    | United HC Tongeren | Ans                 |
| KV Sasja HC Hoboken    | 26-22    | Initia HC Hasselt  | Anvers              |
| HC Jette               | 20-36    | HC Atomix          | Jette               |
| STHV Juventus Melveren | 23-30    | ROC Flémalle       | Saint-Trond         |
| EHC Tournai            | 30-28    | HC Eynatten        | Tournai             |
| Sporting Neerpelt T    | 37-19    | HV Arena Hechtel   | Neerpelt            |

### Quarts de finale
| Lieu    | Club                | Aller | Total | Retour | Club                | Lieu     |
| ------- | ------------------- | ----- | ----- | ------ | ------------------- | -------- |
| Tournai | EHC Tournai         | 20-23 | 36-61 | 16-38  | ROC Flémalle        | Flémalle |
| Eupen   | KTSV Eupen 1889     | 26-34 | 48-80 | 22-46  | Sporting Neerpelt T | Neerpelt |
| Haacht  | HC Atomix           | 34-20 | 63-46 | 29-26  | Apolloon Kortrijk   | Courtrai |
| Anvers  | KV Sasja HC Hoboken | 28-27 | 58-54 | 30-27  | United HC Tongeren  | Tongres  |

### Demi-finales
Les résultats de cette édition sont issus de la presse écrite belge, :
| Lieu     | Club                | Aller | Total | Retour | Club                | Lieu   |
| -------- | ------------------- | ----- | ----- | ------ | ------------------- | ------ |
| Flémalle | ROC Flémalle        | 32-20 | 68-48 | 28-36  | HC Atomix           | Haacht |
| Neerpelt | Sporting Neerpelt T | 27-28 | 59-64 | 32-35  | KV Sasja HC Hoboken | Anvers |

### Finale
Les résultats de la finale sont :
| 31 mars 2007 | KV Sasja HC Hoboken | 32 - 22 | ROC Flémalle          | Liège, Country Hall Arbitrage : Evers/Kums |
| 31 mars 2007 | Kevin Jacobs 6      | (8-4)   | Thomas Cauwenberghs 6 | Liège, Country Hall Arbitrage : Evers/Kums |

- KV Sasja HC Hoboken : Lars Bertels, Roel Van Vaerenbergh, Rik Beuckels, Sander Gebruers, Koen Roggeman, David André, Kevin Jacobs, Dirk Claessens, Jimmy Jacobs, Kristof Van Wesemael, Ivan Kopljar. Entraîneur : Alex Jacobs.
- ROC Flémalle : Maurice Di Giacomo, Loïc Cauwenberghs, Franck Guccio, Raphaël Brioli, Eric Vreven, Damien Drion, Frederik Carpentier, Thomas Cauwenberghs, Dino Thiam, Jean-Marc Casini, Bruno Tubée, Diederik Vander Heyden, Bastien Pierre. Entraîneur : Thierry Herbillon.

## Vainqueur
| Coupe de Belgique 2006-2007 KV Sasja HC Hoboken 6e titre |